# Carl Ludwig von Oertzen
Carl Ludwig von Oertzen, també Carl von Oertzen, i Karl von Oertzen (Galenbeck, 15 de febrer de 1801 - Schönberg (Mecklenburg), 24 de setembre de 1871) fou un músic alemany, camarlenc del duc de Mecklemburg-Strelitz.
Va ser conseller de justícia, i el 1842 abandonà les seves funcions en la cort del citat duc i s'establí a Berlín. Tingué una gran afició per la música; el 1840 estrenà en el teatre de la cort de Mecklemburg una òpera de la seva composició, titulada La princesa de Messina, i el 1846 fou cridat per encarregar-se de la capella de música de la seva vila nadiua.
Publicà diverses col·leccions de lieder i de Trinklieder, a Leipzig i a Berlín i l'estudi crític Die Oper der gegenwart; també és autor de diverses composicions religioses.